# الشرق (جحانه)

تعديل مصدري - تعديل

الشرق هي إحدى قرى مديرية جحانة التابعة لمحافظة صنعاء اليمنية، بلغ تعداد سكانها 818 حسب أحصائيات عام 2004.